# Raz-de-marée aux Pays-Bas en 1214
Le raz-de-marée survenu en 1214 aux Pays-Bas, deux ans après le raz-de-marée de 1212.

## Ville perdue
Pakinghe ou Sint-Laureins Mariakerke, près de Hoek a été engloutie dans le Braakman.